# Susanne Szell
Susanne Szell (* 4. November 1965 in Bremen) ist eine deutsche Schauspielerin und Synchronsprecherin.

## Leben
Von 1987 bis 1991 besuchte Szell die Hochschule für Musik und darstellende Kunst Graz. Sie war vor allem Theaterschauspielerin in Mannheim, Karlsruhe, Wilhelmshaven, Tübingen, Essen und Berlin und wirkte dort als Ensemblemitglied bei Stücken wie Torquato Tasso, Richard III, Cabaret, West Side Story und der Dreigroschenoper mit. Seit 1999 ist Szell freiberuflich in Berlin; Gast unter anderem am Schauspiel Essen, Neuköllner Oper Berlin, Landestheater Tübingen, Staatstheater Karlsruhe, Theater der Jugend, Wien, Staatstheater Cottbus.
In Film-/Fernsehproduktionen war und ist Susanne Szell unter anderem in "Be careful with the Scissors, Darling" (2001) Im Namen des Gesetzes (2003) und "Danach" (2003) Löwenzahn (2006) "Unsere Farm am Meer" (2008) "Väter werden ist nicht schwer" (2009) zu sehen.
Zwischen 2004 und 2006 verkörperte Szell die Rolle der Agnes Hetzer (mit Unterbrechungen) in der Sat.1-Telenovela Verliebt in Berlin. 2006 bis 2007 übernahm sie in der erwähnten Telenovela die Rolle der Lotte Hetzer (Zwillingsschwester von Agnes).
Von 2008 bis 2009 war Susanne Szell in der Kinder- und Jugendserie Schloss Einstein als Frau Schneider zu sehen.
2012 spielte sie bei den Störtebeker-Festspielen in Ralswiek mit. So war sie als Müllerin "Tine" auf der Bühne zu sehen. Im Sommer 2015 war sie erneut bei den Störtebeker-Festspielen in der Rolle der "Sophia von Pommern-Wolgast" zu sehen.
Von 2013 bis 2014 spielte sie in der Vorabendserie Verbotene Liebe die Rolle Biggi Schumann.

## Filmografie
- 2003: Im Namen des Gesetzes (Fernsehserie; Folge: Zerbrochene Freundschaft)
- 2006: Löwenzahn (Fernsehserie; Folge: Robben – Ein Fischfresser auf Landgang)
- 2005–2007: Verliebt in Berlin (Fernsehserie; 29 Folgen)
- 2008: Wege zum Glück (Fernsehserie; 2 Folgen)
- 2008–2009: Schloss Einstein (Fernsehserie; 5 Folgen)
- 2009: Ein Strauß voll Glück (Fernsehfilm)
- 2009: Unser Charly (Fernsehserie; Folge: Charly, der Schutzengel)
- 2009: Baby frei Haus (Fernsehfilm)
- 2010, 2021: In aller Freundschaft (Fernsehserie; Folgen: Der richtige Zeitpunkt, Verstrickungen)
- 2011: SOKO Wismar (Fernsehserie; Folge: Abgeschminkt)
- 2011: Die Trixxer (Fernsehfilm)
- 2012: Alles Klara (Fernsehserie; Folge: Geburtstagsfest für eine Leiche)
- 2013–2014: Verbotene Liebe (Fernsehserie; 114 Folgen)
- 2017: SOKO Stuttgart (Fernsehserie; Folge: King of Vegan)
- 2017: Alarm für Cobra 11 – Die Autobahnpolizei (Fernsehserie; Folge: Eltern undercover)
- 2018: Gute Zeiten, schlechte Zeiten (Fernsehserie)
- 2018, 2021: SOKO Potsdam (Fernsehserie; Folgen: Ein schwerer Fehler, Vom Himmel gefallen)
- 2018: Helen Dorn – Das verlorene Kind
- 2019: Inga Lindström: Ausgerechnet Söderholm
- 2020: Helen Dorn: Atemlos (Fernsehfilm)
- 2022, 2023: Navy CIS für Julie Pearl als Cindy Anderson und für Aline Elasmar als Annie Hankamer
- 2023: Navy CIS: L.A. für Susan Slome als Jordana Hanson